# Dapanoptera hipmilta
Dapanoptera hipmilta är en tvåvingeart som först beskrevs av Günther Theischinger 1994.  Dapanoptera hipmilta ingår i släktet Dapanoptera och familjen småharkrankar. Inga underarter finns listade i Catalogue of Life.